# Стрихнос ядоносный
Стри́хнос ядоно́сный (лат. Strȳchnos toxifēra) — вьющееся растение, вид рода Стрихнос семейства Логаниевые (Loganiaceae). Произрастает в Южной Америке.

## Ботаническое описание
Лиана, побеги которой покрыты шершавой коричневой корой. Для растения характерны парные листья с очень короткими цветоножками, растущие на круглых опушённых веточках ржаво-коричневого цвета. Длина этих кожистых блестящих продолговатых листьев достигает 7,5 см.
Цветки белые, очень душистые.
После цветения образуется плод — жёлтая ягода.

## Химические свойства
Яд (кураре, хранящийся в горшочках-калебасах) получают из корней и стеблей именно этого растения. Токсическими алкалоидами Strychnos toxifera являются стрихнин и бруцин.
Стрихнин подавляет действие фермента холинэстеразы, результатом чего является мышечный и дыхательный паралич. Бруцин вызывает сильное сердцебиение, которое вскоре достигает критических величин, ведущих к полной остановке сердца. Такие симптомы наблюдаются при попадании ядовитых веществ в кровь. Стрихнин, полученный из семян и принятый внутрь, воздействует несколько иначе: сначала он вызывает увеличение выделения желудочного сока, затем, попадая в кишечник, быстро абсорбируется и оказывает характерное воздействие на центральную нервную систему, выражающееся в возбуждении блуждающего нерва, следствием чего дыхание становится более глубоким, а сердцебиение замедляется.
Такое токсическое воздействие стрихнина вызывает повышение уровня адреналина, из-за чего возникает стимуляция симпатической нервной системы, что, в свою очередь, может привести к быстрому повышению кровяного давления и резкой остановке сердца. Смерть наступает в страшных судорогах, возникающих от одновременной стимуляции двигательных и сенсорных узлов спинного мозга. Симптомы смерти от отравления стрихнином очень схожи с симптомами смерти от столбняка.

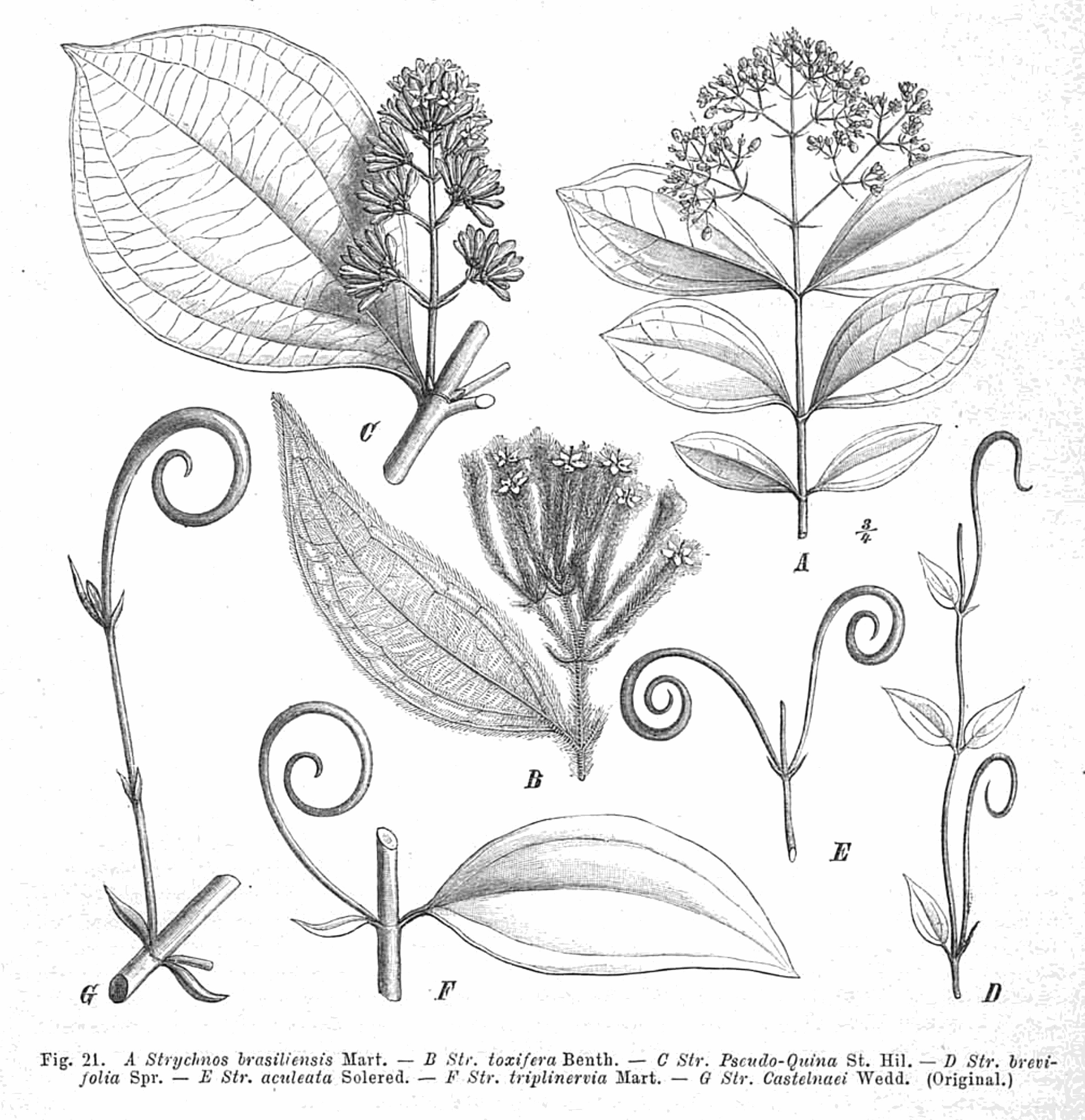
Strychnos toxifera (B) и другие виды рода Стрихнос.
Ботаническая иллюстрация из издания Die natürlichen Pflanzenfamilien… (1892—1895)